# Robert Kuśmirowski

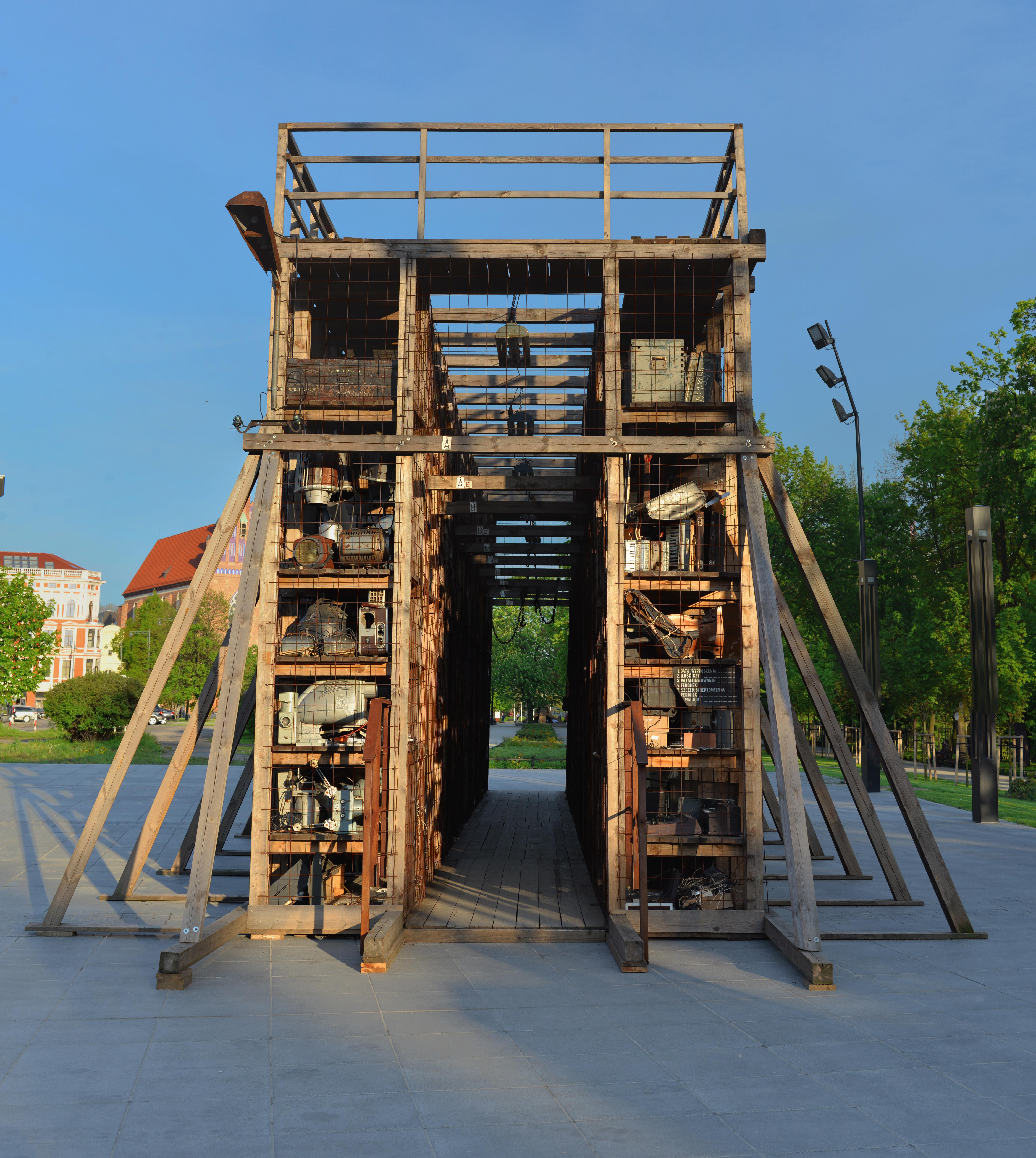
Tężnia Sztuki (2016)

Robert Kuśmirowski (ur. 1973 w Łodzi), polski artysta współczesny, performer, twórca instalacji, obiektów, fotografii.

## Twórczość
Studiował na Wydziale Sztuk Pięknych Uniwersytetu Marii Curie-Skłodowskiej w Lublinie. Podczas studiów przebywał na rocznym stypendium w Beaux-Arts Rennes we Francji. W 2003 uzyskał dyplom w pracowni rzeźby Sławomira Mieleszki. Zadebiutował w czasie studiów (w 2002) wystawą indywidualną w Galerii Białej w Lublinie, gdzie zrekonstruował stację kolejową. Przestrzeń galerii zachęciła później kuratorów do wykorzystania z niej wagonu na wystawie Novart.pl w Krakowie. Ten sam wagon pojawił się także w 2006 na Biennale w Berlinie w byłej szkole żydowskiej dla dziewcząt.
W 2003 w ramach akcji artystycznej przejechał rowerem marki A. Wolberg z lat 20. XX wieku trasę Paryż-Luksemburg-Lipsk. W 2004 został nominowany do Paszportów "Polityki". Brał udział w wystawach w kraju i zagranicą. Miał także wystawy indywidualne, związany jest z Fundacją Galerii Foksal.

### Wybrane wystawy indywidualne
2002
- Galeria Biała, Lublin.;

2003
- "Double V" - Laboratorium, Centrum Sztuki Współczesnej Zamek Ujazdowski, Warszawa;
- "Fontanna" - Galeria XX1, Warszawa;

2004
- "Hydrograf" - Galeria Arsenał, Białystok;
- "D.O.M." - Johnen und Schottle Galerie, Berlin, Niemcy;
- "Usługi dla ludności" - Galeria Potocka, Kraków;
- "Yes I'm wsiór" - Cysterna, Centrum Sztuki Współczesnej Zamek Ujazdowski, Warszawa;
- "Double V" - Galeria Kronika, Bytom;

2005
- "D.O.M." - Fundacja Galerii Foksal, Warszawa;
- "The Ornaments of Anatomy" - Kunstverein, Hamburg, Niemcy;
- "The Museum of The last Artwork" - Yerba Buena Art Center, San Francisco, Stany Zjednoczone;
- "Eksperymentalne studio anatomiczne" - Galeria Biała, Lublin;
- "Double V Post industrial" - Van Abbe Museum, Eindhoven, Holandia;
- "Kunstmiroffsky" - Kordegarda, Oddział Zachęty Narodowej Galerii Sztuki, Warszawa (z Michałem Stachyrą i Kamilem Stańczakiem);

2006
- "Ornamenty anatomii III" - w ramach projektu "W Samym centrum uwagi", Centrum Sztuki Współczesnej Zamek Ujazdowski, Warszawa;
- "Prace" - BWA, Gorzów Wielkopolski;
- "Kanał" - Galeria Manhattan, Łódź;
- "Ornaments of Anatomy, Band 2" - Kunstverein, Hamburg;
- "Robert Kuśmirowski" - Migrosmuseum, Zurych;
- "Kanal" - Johnen & Schöttle, Kolonia;

2007
- "DATAmatic 880" - Galerie Magazin, Berlin;

2008
- "Robert Kuśmirowski" - Museum Dhondt-Dhaenens, Deurle;

2009
- "Masyw kolekcjonerski" - Bunkier Sztuki, Kraków;
- Barbican Gallery, Londyn

2010
- "Cosmorama / P.A.P.O.P.", Fondazione Galleria Civica, Trydent;
- "Wystawa jesienna", Galeria Bielska BWA, Bielsko-Biała;
- "Museum of Deposited Art", Fundacja Morra Greco, Neapol;
- "Muzeum Sztuki Zdeponowanej", Galeria Biała, Lublin; Akcja Sztuki > Nowe, Tychy[1];

2011
- "MSZ, czyli Muzeum Sztuki Zdeponowanej", Galeria Kronika, Bytom;

2021
- "Wpół do jutra", Cricoteka, Kraków[2];